# Marzyānī
Marzyānī (persiska: مرزیانی, Marzbānī) är en ort i Iran.   Den ligger i provinsen Kermanshah, i den nordvästra delen av landet, 400 km väster om huvudstaden Teheran. Marzyānī ligger 1 597 meter över havet och antalet invånare är 568.
Terrängen runt Marzyānī är varierad.Runt Marzyānī är det ganska tätbefolkat, med 149 invånare per kvadratkilometer. Närmaste större samhälle är Kāmyārān, 15,9 km nordväst om Marzyānī. Trakten runt Marzyānī består till största delen av jordbruksmark.